# 福田健次
福田 健次（ふくだ けんじ、1960年〈昭和35年〉10月11日 - ）は、日本の政治家。本名・旧芸名は福田 浩（ふくだ ひろし）。
かつては、福岡県を拠点にしたローカルタレントとして活動し、アクションを得意とした俳優でもある。福岡県中間市長（3期）。愛称は「けんちゃん」、「福田のけんちゃん」。

## 略歴
- かつてはホリプロに所属。「仮面ライダーシリーズ」、『あぶない刑事』、『電撃戦隊チェンジマン』、ゴジラシリーズ、『少女コマンドーIZUMI』などに出演。脇役が多いが、『ウルトラマン80』ではスーツアクターを務めたほか、日活ロマンポルノ『小松みどりの好きぼくろ』では準主役として登場したこともある。
- 福岡に来たきっかけは1993年9月1日のCROSS FM開局。博多駅GIGAスタジオからの生ワイド『AFTERNOON EXPLORER'』のナビゲーターに起用されたことである。番組自体は短命であったが、終了後も福岡に留まり、テレビ西日本の『タベルナの夜』や『ただいまテレビ』、福岡放送の『ナイトシャッフル』にレギュラーで出演する。RKB毎日放送の『福田健次のどんどんショッピング』に不定期で出演する。1998年にはTNC朝の情報番組『ももち浜ストア』の金曜パーソナリティーおよび月曜 - 木曜の「ケンちゃんの奥さん大好き」（知り合いの奥様を数珠繋ぎするコーナー）を担当。月曜 - 木曜の担当だった田久保尚英アナウンサーが降板した後は番組のメインパーソナリティーとなり、2015年3月20日まで17年間出演した。
- 福岡県福津市に本拠地を置く福岡オーシャンズ9の総監督を務めてきたが、2011年に辞任した。また、福岡移住後も地元劇団の公演に参加したり、座長公演も行ったりするなど、俳優・役者としての活動も続けている。
- 2009年に韓国観光公社に任命されて韓国観光名誉広報大使を務めており、2011年からは永久大使となっている。他に韓国観光名誉広報大使を務める日本人には、宮根誠司、IKKO、中日ドラゴンズのキャラクターであるドアラなどがいる。
- 2017年4月10日、任期満了に伴う福岡県中間市の市長選挙に「タレント活動時の恩人に中間市出身者が多かった縁もあり、恩返しの意味も含め決意した」と無所属での立候補を表明[4]、当初7月2日に選挙が執行される予定だったところ、5月2日に現職市長だった松下俊男が胸腺がんにより任期満了前に急逝したことから、選挙投票日が同年6月18日に繰り上がることとなった。当日の選挙では元同市議会議員の他2名の候補を破り、初当選した[5]。2021年[6]、2025年[7]の選挙で再選。

## 出演番組

### 東京時代
- ウルトラマン80（1980年、TBS・円谷プロ） - ウルトラマン80（第12 - 26話）[8]、怪獣（第4 - 8話）ほか ※顔出しあり
- 特捜最前線（ANB / 東映）
  - 第376話「警官汚職地図!」（1984年） - 東新宿署防犯課・萩谷刑事
  - 第446話「遅れてきたXマス・密告電話の女!」（1985年） - 原田五郎
  - 第481話「連続爆破・共犯者は街に溢れる!」（1986年） - ゲスト主演・岡田ノブヒロ
- 電撃戦隊チェンジマン 第41話「消えた星の王子!」（1985年、ANB / 東映） - イカルス王子
- 私鉄沿線97分署 第62話「メロスを追ってクラさんお疲れ!!」（1985年、ANB・国際放映）
- 暴れん坊将軍シリーズ（ANB / 東映）
  - 暴れん坊将軍II 第165話「新さんに再び悪女の深情け!」（1986年） - 秀次郎
  - 暴れん坊将軍III 第94話「吉宗、初春の大江戸裁き」（1990年） - 津坂兵馬
- スケバン刑事II（1986年、CX）
- 誇りの報酬 第37話「天草灘に落日を追え」（1986年、NTV / 東宝） - 熊本本渡署・山下刑事
- 男女7人夏物語（1986年、TBS）
- あぶない刑事 第36話「疑惑」（1987年、NTV / セントラル・アーツ） - 新田巡査
- 少女コマンドーIZUMI（1987年、CX・東映）第6話 早乙女哲治
- 火曜サスペンス劇場「産婦人科病院から消えた女」（1987年、NTV / VFヴァンフィル）
- ベイシティ刑事（1988年、ANB / 東映）
- 武田信玄（1988年、NHK大河ドラマ）
- 窓を開けますか?（1988年、CX）
- 京都サスペンス「京都夏祭り殺人事件」（1988年10月3日放送、KTV / 東宝）
- 仮面ライダーBLACK RX 第12話「夢の中の暗殺者」（1989年、MBS・東映） - ガル
- はぐれ刑事純情派 第2シリーズ 第8話（1989年、ANB）
- 宮本武蔵（1990年、TX12時間超ワイドドラマ）
- お江戸捕物日記 照姫七変化 第2話「地獄の鬼退治!」（1990年、CX / 東映）
- 美少女仮面ポワトリン 第28話「アポロンの戦士の恋人」（1990年、CX・東映） - アポロンの戦士
- 特警ウインスペクター（1990年、ANB / 東映）
  - 第40話「瀬戸大橋の怪人I」 - 村田三郎
  - 第41話「瀬戸大橋の怪人II」 - 同上
- 世にも奇妙な物語（CX）
  - 『屋上風景』（1990年）
  - 『女優』（1991年）
  - 『大蒜』（1991年）
- 君だけに愛を（1991年、NTV）
- ルージュの伝言 VOL.12『メトロポリスの片隅で』（1991年、TBS）
- 腕におぼえあり 第3シリーズ（1993年、NHK）
- この愛に生きて（1994年、CX）

他2時間ドラマ多数

### 福岡移住後
選挙に立候補して以降は全ての出演を見合わせている。
- AFTERNOON EXPLORER（CROSS FM）
- タベルナの夜（テレビ西日本）
- ただいまテレビ（テレビ西日本）
- 福田健次のどんどんショッピング（RKB毎日放送）不定期放送
- 博多MONGRI（FM MiMi）
- パチ王（福岡放送、水曜深夜2:00-2:30）
- 金曜プレステージ・クッキングパパ（2008年8月29日、テレビ西日本/フジテレビ）
- Bar心の鍵 WebTVアスーチャンネル[9]
- アゲアゲナイト WebTVアスーチャンネル[10]
- 福田健次アワー（StyleFM、月曜～金曜15:00-17:00）[11]
- 九州だんじ（テレビ西日本、毎週金曜日深夜1:55-2:25）
- 福田健次の花鳥風月（BS12、火曜19:00-19:30 ）
- 福田健次 Presents Beautiful Japan Of Miracle(Love FM、月曜21:30-22:00)[12]
- ももち浜ストア（テレビ西日本）
- ナイトシャッフル（福岡放送）「日帰りの旅」企画で番組MC山本華世とコンビを組む。準レギュラーという扱いではあるが、「ももち浜」を連日担当するようになって以降は出演機会が激減し、年に1回あるかないかという程になっていた。
- ももち浜DXストア（テレビ西日本、土曜12:00-12:30）
- パチ王伝（TVQ九州放送、水曜26:13-26:48）
- 九州だんじ （BS12、火曜19:00-19:30 ）

## 映画
- ゴジラ（1984年） - スーパーX副官 役[2]

## コマーシャル
- 日本マクドナルド[13]
- タマホーム
- 日晶
- AOKI（2008年5月 - ）

すべて福岡ローカルでの放送。
- キリン一番搾り（2008年3月 - 4月）

## 批判を浴びた発言
- 2023年10月10日に北九州市のホテルで開かれた会合で来賓としてあいさつした際、「あいさつとスカートは短いほうがいい」と不適切な発言を行った[14][15]。会合後に記者団から発言について指摘を受けた際には「不適切ではない」との認識を示したが、翌11日には取材に対し不適切な発言だったことを認め「ハラスメントに当たる、時代にそぐわない発言だった。撤回したい」と話した。12月14日、中間市議会は福田に対する辞職勧告決議案を賛成8、反対7の賛成多数で可決した。福田は報道陣の取材に「市民の信頼を失ったとすれば、信頼を回復するため、全力で市政運営の責務を果たしていきたい」と述べ、続投する考えを表明した[16]。